# APS水中銃
APS水中銃（APSすいちゅうじゅう、露: Автомат Подводный Специальный АПС〈アフタマート・ポドヴォドヌィイ・スペチアリヌィイ アーペーエス〉、英: Avtomat Podvodnyy Spetsialnyy APS）は、ソビエト連邦が1960年代に開発した特殊作戦用水中銃である。

## 概要

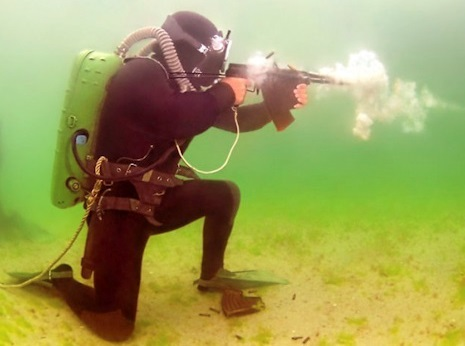
水中でAPSを射撃するロシア軍のフロッグマン

APS水中銃は、特殊部隊向け兵器開発を専門とするロシア・キリモフのTsNIITochMashでアクアラングなどの水陸特殊作戦を行う特殊部隊用に弾薬と共に開発された。銃自体はヴラジーミル・シモノフによって開発されており、弾薬はピオトル・サゾノフとオレグ・ラフチェンコが担当した。銃本体は作動部分にかかる水圧を減らすため、水抜きの大穴がレシーバー前後に開いている。
26発装填できる専用の箱型マガジンを使用し、一般的なアサルトライフルと同じく、セミオートとフルオートの切り替えができる。
1960年代に開発され、以降30年近くもその存在が秘匿されておりソ連は自国にしか供給しなかった。また、北朝鮮の工作員が密輸しようとした際、KGBに逮捕されている。西側にその存在が知られたのは1989年のマルタ会談で、会談を警備していたスペツナズが装備していたのを目撃されたのが初めてである。現在は自由化に伴い海外への輸出も行われている。

## 弾薬
APS水中銃で使用されるMPS弾の弾頭は長さ11.5cm程の細長い針状で、スチール製のものが使用されている。これは、水の抵抗により弾頭が銃身内に長く留まるという水中銃の特徴から、ライフリングとそれによるジャイロ効果を得られないことに由来する。APSの銃腔にはライフリングが加工されておらず、ジャイロ効果による安定性を得られない代わりに、弾頭の質量と長さによって直進安定性を確保している。
水中射撃に特化した銃弾の形状が独特な一方、薬莢まで含めた弾薬そのものは他の一般的な製品と変わらず、陸上での使用も一応は可能である。しかし、上記特色のために射撃精度は水中射撃時に比べて悪化し、銃身の消耗も激しくなるため180発以上の射撃は難しいとされる。
APSは日没後、または夜明け前などの薄暗い水中での使用が想定されており、弾道確認のために曳光弾が用意されている。

## 登場作品

### 映画
『亡国のイージス』
北朝鮮工作員のチェ・ジョンヒが、イージス艦「いそかぜ」上甲板での銃撃戦で、如月に対して使用して1発を命中させる。

### ドラマ
『CSI:マイアミ』
AMD-65を改造したものが登場。

### 漫画・アニメ
『太陽の黙示録』
第16巻にて、北日本（ノースエリア）のダイバー部隊が七尾漁港近海で、南日本（サウスエリア）行政府主席補佐官の宗方操を暗殺しようとした際に使用する。
『ブラック・ラグーン』
第2巻にて、ダイビングで沈没したUボート内の絵画を回収する際に、ロシアンマフィアの土産物としてもらった本銃が渡される。潜水艦内および浮上するさなか水中での戦闘に使用。

### 小説
『WORLD WAR Z』
本銃をもとに大気圧潜水服での使用を想定した架空改良品「M-9」及び、深海での使用も想定して再改良された「M-11」が登場。ゾンビ戦争にて米海軍深海潜水戦闘部隊（DSCC）が海中のゾンビを処理するために使用する。M-9は現場隊員からチンケな模造品と酷評されている。
『亡国のイージス』
北朝鮮工作員のチェ・ジョンヒが、海中から接近するDAISの特殊部隊に対して使用する。イージス艦「いそかぜ」上甲板での銃撃戦で、如月に対して使用して1発を命中させる。

### ゲーム
『コール オブ デューティ ゴースト』
キャンペーンモードにて使用可能。
『荒野行動』
物資として、拾って使用可能。7.62mm弾を使用する。